# San Damiano al Colle
San Damiano al Colle là một đô thị ở tỉnh Pavia trong vùng Lombardia của Ý, có cự ly khoảng 45 km về phía đông nam của Milan và khoảng 20 km về phía đông nam của Pavia. Tại thời điểm ngày 31 tháng 12 năm 2004, đô thị này có dân số 767 người và diện tích là 6,4 km².
San Damiano al Colle giáp các đô thị sau: Bosnasco, Castel San Giovanni, Montù Beccaria, Rovescala.